# Supanara Sukhasvasti
Supanara Sukhasvasti na Ayudhaya ou Supanara S. N. A. (né le 11 juin 1992 à Chiang Mai) est un athlète thaïlandais, spécialiste du saut en longueur et du triple saut, descendant de Rama IV.
En tant que cadet, il a remporté deux médailles aux Championnats du monde jeunesse à Bressanone, l'argent au triple saut et l'or au saut en longueur. C'est la première médaille d'or remportée par un athlète thaïlandais, toutes compétitions internationales confondues et toutes tranches d'âges. Après s'être qualifié pour la finale du saut en longueur des championnats du monde juniors à Moncton, il ne prend pas part à la compétition.
Il remporte la médaille d'argent avec 8,05 m (nouveau record national) lors des Championnats d'Asie d'athlétisme 2011 à Kobe.
Le 12 juin 2015, il remporte la médaille d'or des Jeux d'Asie du Sud-Est de 2015 à Singapour en 7,75 m.

## Records
| Épreuve          | Performance | Lieu       | Date            |
| ---------------- | ----------- | ---------- | --------------- |
| Saut en longueur | 8,05 m (NR) | Kōbe       | 10 juillet 2011 |
| Triple saut      | 15,83 m     | Suphanburi | 25 juillet 2009 |